# Luzondwergooruil
De luzondwergooruil (Otus longicornis) is een vogelsoort uit de familie Strigidae (uilen). De luzondwergooruil komt alleen voor in de Filipijnen.

## Verspreiding en leefgebied
De luzondwergooruil komt alleen voor op het eiland Luzon. Het is een uil van vochtige heuvellandbossen en naaldbossen op een hoogte van 360 tot 1800 m boven de zeespiegel. 

## Status
De soort staat als niet bedreigd op de Rode Lijst van de IUCN.